# Arrondissement d'Istres
L'arrondissement d'Istres est une division administrative de l'État dans le département des Bouches-du-Rhône et la région Provence-Alpes-Côte d'Azur.

## Histoire
L'arrondissement ne fait partie des trois arrondissements initiaux des Bouches-du-Rhône créés en 1800 : il est créé au 1er novembre 1981 par le décret n" 81-966 du 23 octobre 1981 portant création de l'arrondissement d'Istres, par démembrement des arrondissements d'Arles et Aix-en-Provence.

## Composition
L'arrondissement d'Istres est composé de 18 communes situées autour de l'étang de Berre. 
De 2003 à 2015, ces communes étaient regroupées en huit cantons : Berre-l'Étang, Châteauneuf-Côte-Bleue, Istres-Nord, Istres-Sud, Marignane, Martigues-Est, Martigues-Ouest et Vitrolles. Depuis 2015, le nouveau découpage cantonal s'affranchit des limites des arrondissements. 

### Découpage communal depuis 2015
Depuis 2015, le nombre de communes des arrondissements varie chaque année soit du fait du redécoupage cantonal de 2014 qui a conduit à l'ajustement de périmètres de certains arrondissements, soit à la suite de la création de communes nouvelles. Le nombre de communes de l'arrondissement d'Istres est ainsi de 18 en 2015 et de 21 en 2019.
Au 1er janvier 2024, l'arrondissement groupe les 21 communes suivantes :
1. Berre-l'Étang
2. Carry-le-Rouet
3. Châteauneuf-les-Martigues
4. Cornillon-Confoux
5. Ensuès-la-Redonne
6. Fos-sur-Mer
7. Gignac-la-Nerthe
8. Grans
9. Istres
10. Marignane
11. Martigues
12. Miramas
13. Port-de-Bouc
14. Port-Saint-Louis-du-Rhône
15. Rognac
16. Le Rove
17. Saint-Chamas
18. Saint-Mitre-les-Remparts
19. Saint-Victoret
20. Sausset-les-Pins
21. Vitrolles

## Démographie
En 2022, l'arrondissement comptait 336 170 habitants.
| 1968    | 1975    | 1982    | 1990    | 1999    | 2006    | 2011    | 2016    | 2021    |
| ------- | ------- | ------- | ------- | ------- | ------- | ------- | ------- | ------- |
| 136 935 | 192 766 | 238 679 | 274 815 | 292 703 | 305 279 | 308 351 | 327 971 | 334 400 |

| 2022    | - | - | - | - | - | - | - | - |
| ------- | - | - | - | - | - | - | - | - |
| 336 170 | - | - | - | - | - | - | - | - |